# Ciclone Ianos
O Ciclone Ianos, também conhecido como Medicane Ianos, foi um raro ciclone do tipo tropical mediterrâneo (medicane), que afetou a Grécia em 17 e 18 de setembro de 2020 . Ianos se desenvolveu a partir de uma área de baixa pressão sobre o Golfo de Sidra, que rapidamente iniciou a ciclogênese tropical enquanto se movia sobre águas quentes. Depois de receber vários nomes de diferentes centros meteorológicos, a tempestade, apelidada de Ianos pelos gregos, intensificou-se rapidamente enquanto avançava para o nordeste. Depois de devastar a Itália, a tempestade atingiu Malta e Creta com ventos com força de tempestade tropical. Apesar da interação terrestre, o pequeno ciclone atingiu a sua intensidade máxima de 120 km/h (75 mph) em 18 de setembro, imediatamente antes de fazer landfall no sudoeste da Grécia.
Os danos foram graves na Grécia, com cidades na parte central do país sofrendo o impacto dos impactos da tempestade . Cidades como Carditsa e Mouzaki ficaram inundadas por vários dias. Pesados danos agrícolas foram relatados em áreas rurais ao norte de Atenas . Foi declarado estado de emergência para as ilhas de Ítaca, Cefalônia e Zacinto. Quatro pessoas foram mortas e uma continua desaparecida.

## História meteorológica
Uma baixa de nível superior moveu-se para o leste no sul do Mar Mediterrâneo até 14 de setembro. Naquele dia, uma área de baixa pressão começou a se desenvolver sobre o Golfo de Sidra, iniciando a ciclogênese tropical formando um núcleo quente na superfície. O ciclone desenvolveu-se rapidamente nas horas subsequentes enquanto se movia lentamente para noroeste com uma velocidade do vento de cerca de 50 km/h (31 mph). Em 15 de setembro, havia se intensificado para 65 km/h (40 mph), com uma pressão mínima de 1,010 hPa (30 inHg), com previsão de desenvolvimento nos próximos dias. O ciclone tinha grande potencial para se tornar tropical nos próximos dias devido às temperaturas quentes do mar de 27 to 28 °C (81 to 82 °F) na região. Modelos meteorológicos previram que provavelmente atingiria a costa oeste da Grécia em 17 ou 18 de setembro. Ianos intensificou-se gradualmente sobre o Mar Mediterrâneo, adquirindo uma feição semelhante a um olho . Ianos atingiu a Grécia no pico de intensidade em 03:00 UTC de 18 de setembro, com ventos chegando a 120 km/h (65 kn; 75 mph) e uma pressão central mínima estimada em 995 hPa (29.4 inHg), equivalente a um furacão de categoria 1 mínimo.
As temperaturas mais altas da superfície do mar, causadas pelas mudanças climáticas no Mar Mediterrâneo, podem permitir que as tempestades assumam aparências e características mais tropicais, aumentando a velocidade dos ventos e tornando as tempestades mais intensas. Um estudo de 2017 em Mudanças Globais e Planetárias liderado por Raquel Romera que examinou um grande conjunto de projeções de modelos climáticos regionais apoiou a teoria de que os medicanes se tornarão gradualmente mais fortes devido às mudanças climáticas.

## Preparações e impacto

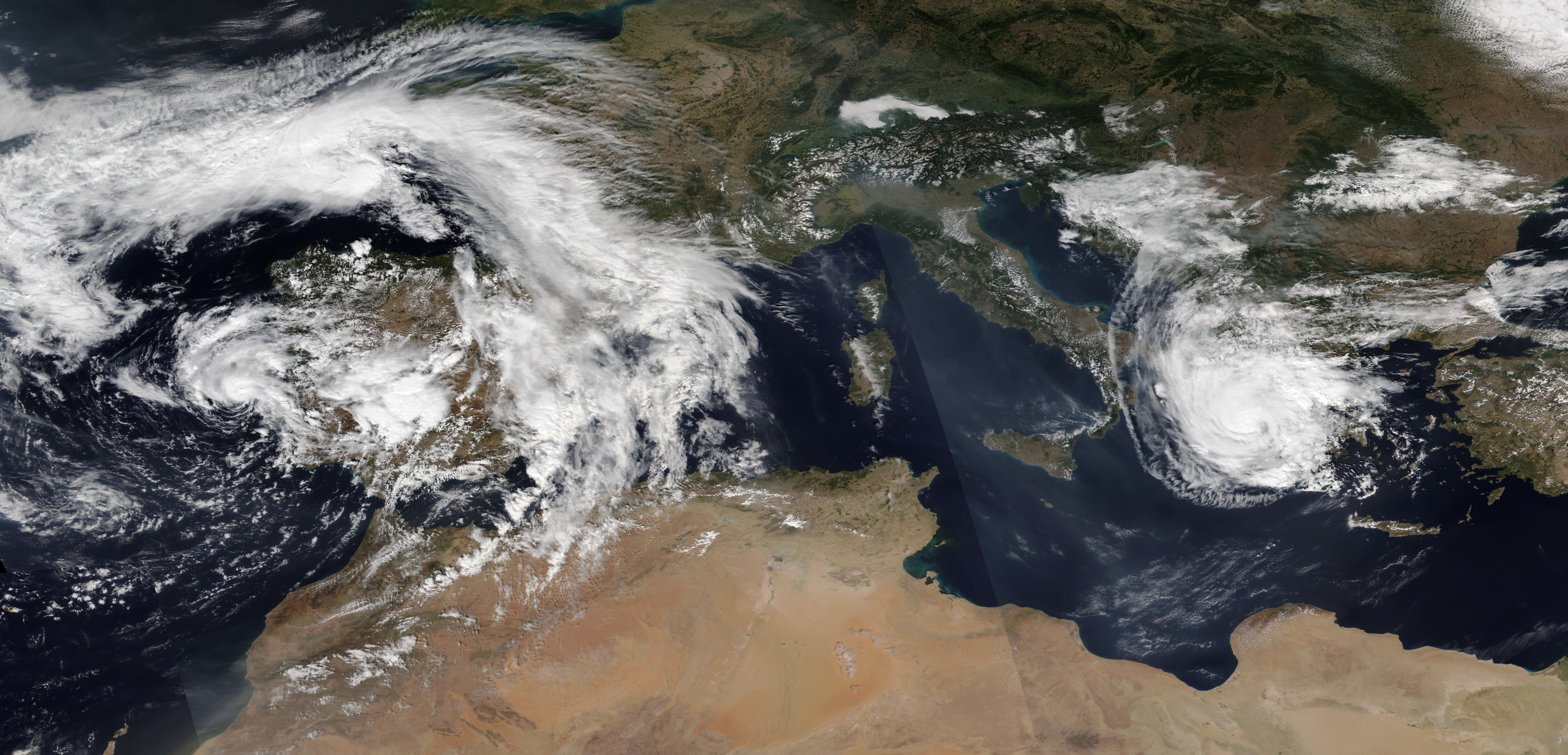
A tempestade subtropical Alpha (à esquerda) e o Medicane Ianos (à direita) afetaram a Europa em 18 de setembro

Quando Ianos passou para o sul da Itália em 16 de setembro, produziu fortes chuvas na parte sul do país e na Sicília. Até 35 mm (1.4 in) de chuva foi relatado em Régio da Calábria, mais do que a precipitação mensal normal da cidade.
O Serviço Meteorológico Nacional Helênico emitiu Alertas Vermelhos, o mais alto nível de avisos, para alertar as pessoas sobre a tempestade enquanto ela se aproximava da Grécia. Árvores derrubadas e cortes de energia foram relatados em Cefalônia, e os residentes foram instados a ficar em casa. Rajadas de vento atingiram 111 km/h (69 mph) em Cefalônia e Zacinto. Quando Ianos parou na parte ocidental da Grécia, causou enchentes e deslizamentos de terra. O pico oficial de precipitação registado foi de 142 mm (5.6 in), embora a quantidade exata de pico de chuva seja muito maior do que isso. Ianos deixou quatro mortos e um desaparecido. Em 19 de setembro, um homem foi encontrado morto em sua fazenda ao norte de Atenas, enquanto o corpo de uma mulher foi recuperado de sua casa inundada em uma cidade próxima. Em 20 de setembro, o corpo de um fazendeiro de 62 anos foi encontrado sob o telhado desabado de sua casa em uma vila ao norte de Atenas.  Além disso, uma mulher de 43 anos foi encontrada morta em 24 de setembro, após ser declarada desaparecida em 20 de setembro. A mulher foi varrida vários quilômetros de seu carro por uma enchente. Mais de 5.000 casas foram danificadas. Além disso, ocorreram fortes marés nas ilhas Jônicas, como Cefalônia, Zacinto, Ítaca e Lêucade, e 120 km/h (75 mph) ventos em Carditsa que derrubaram árvores e linhas de energia e causaram deslizamentos de terra. Uma ponte também desabou em Carditsa, uma das áreas mais atingidas. Em todo o país, mais de 600 pessoas foram resgatadas pelo serviço nacional de combate a incêndios. A safra de algodão da Grécia estava pronta para a colheita, que deveria começar no momento em que a tempestade começou. No entanto, Ianos provavelmente causou inundações e perdas de safra significativas onde as chuvas eram mais fortes, especialmente em Tessália.  Assos, em Cefalônia, estava isolado do resto da ilha e do continente. Quase dois metros de estradas cobertas de escombros, proibindo o acesso de automóveis e prendendo residentes e turistas. Os danos em Celafônia totalizaram mais de € 50.000 ($ 58.555 USD ).

## Rescaldo e nomeação
Em 20 de setembro, a Public Power Corporation informou que 61 subestações de energia estavam em operação na zona urbana de Carditsa, e outras 10 serão energizadas em breve. Esforços são feitos para restaurar a eletricidade em Argithea e Mouzaki . Os principais funcionários da corporação se reuniram com o líder do Corpo de Bombeiros de Carditsa para coordenar e acelerar o bombeamento de água em áreas onde as equipes técnicas precisam trabalhar.
O Primeiro-ministro da Grécia, Kyriákos Mitsotákis, prometeu que "todas as áreas afetadas terão apoio imediato." Ele enviou três altos funcionários à região central mais atingida. Em 22 de setembro, o primeiro-ministro Mitsotakis visitou a região de Karditsa, uma das regiões mais atingidas. 5.000 a 8.000 euros foram doados a cada família e empresa em Carditsa e Mouzaki . Em Mouzaki, o prefeito Fanis Stathis declarou que todas as escolas e creches permanecerão fechadas, pois Ianos danificou a rede viária e os prédios escolares da região.
A Grécia atribuiu ao sistema o nome de "Ianos" ( Ιανός ), às vezes alterada para "Janus", enquanto o serviço meteorológico alemão usava o nome "Udine"; os turcos usaram "Tulpar" e os italianos "Cassilda".
- Ciclone tropical mediterrâneo
- Tempestade tropical Rolf (2011) - a primeira tempestade tropical no Mediterrâneo a ser reconhecida por uma agência internacional
- Ciclone Qendresa (2014) - um dos mais fortes ciclones tropicais do Mediterrâneo já registados
- Ciclone Numa (2017) - outro poderoso medicane
- Tempestade Subtropical Alpha (2020) - um ciclone no Atlântico Este que coexistiu com Ianos e impactou Portugal, significando a rara ocorrência de dois sistemas tropicais simultâneos na região